# Funkiella stolonifera
Funkiella stolonifera là một loài thực vật có hoa trong họ Lan. Loài này được (Ames & Correll) Garay mô tả khoa học đầu tiên năm 1980.